# Ludwig Volz
Ludwig Volz (* 1934 in Chemnitz; † 17. August 2011 in Mundenheim) war ein deutscher Theologe, Religionspädagoge und bibeltheologischer Autor.

## Leben
Volz studierte Katholische Theologie an der Universität Innsbruck, unter anderem bei Karl und Hugo Rahner. Am 20. März 1960 empfing er im Speyerer Dom die Priesterweihe und war als Kaplan in der Pfarre St. Bernhard in Speyer tätig. Ein Studium an der Ludwig-Maximilians-Universität München und Mitarbeit am Institut für Katechetik und Homiletik beendete er 1966. Volz war anschließend Dozent, ab 1973 Professor für Religionspädagogik am Priesterseminar in Speyer und lehrte auch am katechetischen Institut in München. 1991 wechselte er aus gesundheitlichen Gründen auf die Stelle des Beauftragten für bibeltheologische Arbeit im Bistum Speyer und baute das „Referat Förderung der Bibelarbeit zur Glaubenserneuerung“ auf. 2003 ging er in den Ruhestand.
Als gewähltes Mitglied der Gemeinsamen Synode der deutschen Bistümer in Würzburg (1971/75) war er Initiator des Synodenbeschlusses „Der Religionsunterricht in der Schule“.
Er veröffentlichte ab März 2001 monatlich eine bibeltheoretische Abhandlung im Internet sowie zahlreiche Bücher und Publikationen für den Religionsunterricht. Sein fünfbändiges Werk „Religion in der Hauptschule“, das er mit Willi Stengelin erarbeitete, war Standardwerk im Religionsunterricht.
Volz war seit 1956 Mitglied der katholischen Studentenverbindung K.Ö.H.V. Leopoldina Innsbruck im ÖCV. Er war zudem Gründungsmitglied der
K.D.St.V. Vasgovia im CV zu Landau (1960) und der K.D.St.V. Merowingia im CV zu Kaiserslautern (1970).

## Schriften
- Lebensfragen im Religionsunterricht der Grundschule. Benziger 1971, ISBN 3-545-26017-8.
- mit M. Clara Winkler: Geheimnis des Glaubens. Über den Sinn der heiligen Messe. Lahn, Limburg 1979, ISBN 3-7840-7520-7.
- Speyer – Domführer für Kinder und sonstige interessierte Leute. Pilger, Speyer 1992, ISBN 3-87637-038-8.
- mit Willi Stengelin: Religion in der Hauptschule. Unterrichtswerk für katholische Religionslehre in den Klassen 5–9. Kösel, München, 1980–1995 (23 Schulbücher).